# Кротівщинська сільська рада
Кротівщинська сільська́ ра́да — сільська рада, територія якої відноситься до складу Великобагачанського району Полтавської області, Україна. Центром сільради є село Кротівщина.
Населення сільради 945 осіб.

## Населені пункти
- село Кротівщина
- село Лукаші
- село Скибівщина